# Zena, New York
Zena är en ort i Ulster County, delstaten  New York, USA.